# Coniocleonus nigrosuturatus
Coniocleonus nigrosuturatus — вид долгоносиков подсемейства Lixinae, рода Coniocleonus.

## Описание
Длина 9,0—14,5 мм. Рисунок на теле состоит из косых перевязей.

## Распространение
Юг eвропейской части России, Кавказ, Крым, Закавказье, Туркменистан, Узбекистан, Средняя и Южная Европа, Северная Африка, Иран.

## Биология
Взрослые жуки появляются ранней весной. Наиболее активны с середины апреля до середины мая. Развивается на корнях тимьянов. Личинки живут в почве в вертикальном туннеле вблизи растения-хозяина и питаются снаружи на основании стебля, окукливаются в начале июля.

## Экология и местообитания
Встречается на сухих, солнечных местах, с редкой растительностью и голой почвой.